# 김희선 (성우)
김희선(1969년 12월 29일 ~ )은 대한민국의 성우이다. 1986년 전국 청소년 시낭송경연대회에서 대상을 차지한후, 1986년~1988년까지 MBC 라디오 '별이 빛나는 밤에'에서 모노드라마를 진행했다. 1990년~1991년까지 평화방송 공채 성우로 입사하여 활동하다가 1992년 KBS 23기 공채 성우로 재데뷔하였다.

## 출연 작품

### 만화
- 갓슈벨 (챔프) - 루퍼
- 강철의 연금술사 (챔프) - 슬로스 / 셰스카
- 고 녀석 맛나겠다 2: 함께라서 행복해 - 세라
- 기동전사 건담 SEED (애니원) - 라크스 클라인 / 에자리아 쥴
- 디어 보이즈 (애니원) - 류세희
- 라즈베리 타임즈 (SBS) - 샌디의 엄마, 시나몬
- 러브in러브 (애니원) - 가이아
- 바람의 검심 (애니원) - 연아 / 소년 월강 / 달래 / 여자
- 방가 방가 햄토리 (SBS) - 머플러
- 비밀일기 (KBS) - 남선주
- 빛의 전사 프리큐어 (SBS) - 미스미 리에 / 포이즈니 / 서다희
- 사이버 영혼 바스토프레몬 (KBS) - 티엘 / 코라
- 셰익스피어 명작만화 겨울이야기 (SBS) - 공주
- 숲 속의 백설공주 (SBS)
- 쌍둥이 맑음 (카툰네트워크) - 신정숙
- 아장닷컴 (KBS) - 님프 / 이모
- 얼렁뚱땅 몬스터 사냥꾼 (카툰네트워크) - 앨런
- 은하탐정 케인 (SBS) - 니나
- 이집트 왕자 (SBS)
- 치카치카 폼폼이 (KBS) - 사랑이
- 카드캡터 체리 (SBS) - 문현아 / 은다빈
- 캡틴 테일러 (SBS) - 제이미
- 태권왕 강태풍 (KBS) - 강태풍의 어머니
- 태극천자문 (KBS) - 비비
- 테카맨 블레이드 (SBS) - 마리
- 프리큐어 Max Heart (챔프) - 비브리스 / 서다희 / 묵하람 엄마
- 환상마전 최유기 (애니원) - 팔백서 / 백룡 / 나탁태자
- xxx홀릭 (애니박스) - 모코나
  - xxx홀릭 극장판 - 한 여름의 꿈 (챔프) - 모코나

### 영화
- 가타카 (KBS)
- 거장의 장례식 (KBS) - 통역가(서보봉)
- 공작왕 (KBS) - 직원
- 깝스 (SBS)
- 나의 인생, 나의 기타 (KBS) - 의사(저닌 거로펄로) / 멜로디의 엄마(엘리자베스 마블)
- 너티 프로페서 (SBS) - 호텔 여성(리사 보일)
- 뉴저지 드라이브 (KBS)
- 레인디어 게임 (SBS)
- 레지던트 이블 (KBS) - 리사(하이케 마카치) / 위생병(리즈 메이 브라이스)
- 링 2 (KBS) - 에블린(시시 스페이식) / 에밀리의 엄마(마릴린 매킨타이어)
- 머나먼 여정 (KBS)
- 모스트 원티드 (KBS)
- 못 말리는 서스펙트 (KBS) - 리즈 (마리사 치바스)
- 미스터리 알래스카 (KBS) - 제니스 (베스 리틀포드)
- 방탄승 (SBS) - 아이 엄마(레이븐 다우다)
- 배트맨 비긴즈 (SBS) - 마사 웨인(사라 스튜어트)
- 버추얼 웨폰(KBS) - 비서(황소벽)
- 빅 타임 (KBS)
- 성룡의 홍번구 (SBS)
- 스피드 2 (KBS) - 드뉴(크리스틴 퍼킨스) / 관광객(제사카 디즈) / 흑인 여성(알리슨 딘)
- 아메리칸 스윗하트 (KBS) - 기자
- 아문센 (KBS) - 여직원
- 아스테릭스(KBS) - 아즈카노닉스 부인(애리엘 돔바슬)
- 애널라이즈 디스 (SBS) - 로라 (리사 쿠드로)
- 영웅본색 3 (SBS) - 마담(남연)
- 에이리언 2 (KBS) - 군인(신시아 데일 스콧) / 청문회 위원(발레리 콜간) / 의사(알리브 파슨스) / 조종사(콜렛 힐러) / 시스템 음성
- 웨이트 오브 워터 (KBS) - 아네트 (비네사 쇼)
- 유브 갓 메일 (SBS)
- 인비저블 서커스 (KBS) - 한나 (니콜라 오버먼)
- 임포스터 (SBS)
- 잉글리시 브라이드 (KBS)
- 제너럴 (KBS)
- 제로 톨러런스(KBS)
- 존 큐 (KBS) - 지나 (로라 해링)
- 죽음의 터널 (KBS)
- 줄리아 (KBS)
- 케이 팩스 (SBS) - 발라즈 박사 (앨프리 우더드)
- 킹 오브 쏘로우 ~ 참을 수 없는 슬픔 (KBS)
- 콘 에어 (KBS)- 케이시 포우(랜드리 올브라이트) / 지니(안젤라 페더스톤)
- 파 프롬 헤븐 (KBS)
- 포인트 블랭크 (KBS) - 쉬지니 (클레르 페로)
- 폰 부스 (KBS) - 라나(메일리 플래너건)
- 프렌치 키스 2 (SBS)
- 하나 그리고 둘 (KBS) - 팅팅 (켈리 리)
- 하우스 어레스트 (SBS)
- 하일복성 (KBS)
- 하프 어 챈스 (SBS)

### 외화
- 닥터 후 (KBS) - 소피(데이지 하가드,시즌 5), 모이라(제니퍼 헤네시,시즌 10)
- 커맨더 인 치프 (KBS) - 엘리슨 레마르크(리사 왈츠)
- 강호풍운록 (KBS)
- 오피스 (OBS)

### 방송
- 사랑의 가족 (KBS)
- 놀라운 대회 스타킹 (SBS)
- 희망릴레이 우리는 한가족 (KBS)
- 아침마당 (KBS)
- 다큐 이 사람 (MBC)
- KBS 라디오 극장 10년(덕혜옹주) (KBS 라디오) - 덕혜옹주
- KBS 라디오 극장 10년(루마니아의 연인) (KBS 라디오)
- KBS 무대(타나토스의 이중생활) (KBS 라디오) - 이주영
- JTBC 내 이름을 불러줘-한명회

### 게임
- 이리너

### 저서, 수상
- 저서: 성우(2013년)
- 김희선의 성우만들기(2014년)
- 오디오북과 낭독(2015년)
- 성우연기훈련(2019년)
- 공감낭독자 (2022년)
- 수상: 한국창조경영브랜드대상 방송부문 대상(2013년)

## 같이 보기
- 한국방송 성우극회
- 한국영상대학교 방송영상스피치과 겸임교수
- 시사언론지 '뉴스메이커'선정 2018년 한국을 이끄는 혁신리더 '방송영상스피치'부분 선정
- 인물지식가이드드저널 '위클리피플'주관 -대한민국을 빛내는 100인의 교수 '성우교육'부분 신지식인 선정(2018년)
- 스포츠조선 특집 '혁신한국인&파워브랜드 대상' 혁신교육/연구부문 수상자 선정(2019)